# Spårvägens FF
Spårvägens FF är en fotbollsklubb i Stockholm. 
Klubben spelar i blåa hemmaställ och blå-vita bortaställ. Klubben spelade senast 2014 i Division 2 Norra Svealand. Klubbhuset är beläget i Skarpnäck i södra Stockholm. Laget spelar på konstgräsarenan på Skarpnäcks sportfält. Spårvägens FF är den förening som anordnar en av Stockholms största sommarcuper för ungdom, Mini Tiger Cup.

## Historik
Spårvägens FF är en sektion inom Spårvägens IF som grundades 1919 som Stockholms Spårvägars Gymnastik- och idrottsförening. Föreningen var ursprungligen endast avsedd för anställda vid AB Stockholms Spårvägar, men under senare delen av 1940-talet öppnades föreningen för allmänheten. 1969 startade fotbollssektionen i det nationella seriesystemet. 
År 1989 kvalificerade sig laget för första gången till andradivisionen, dåvarande Division 1 Norra. Laget åkte ur 1994 tillsammans med Spånga IS och Kiruna FF. Spårvägen återkom efter en säsong direkt till Division 1 och tog en tredjeplats efter Västerås SK och Hammarby IF. År 1998 slutade man sist i Division 1 och har sedan dess inte återkommit till elitfotbollen. 

## Profiler
- Michael Borgqvist
- Thomas Dennerby
- Anders Forsberg
- Anders Limpar
- Joel Riddez
- Elias Storm
- Jonas Wirmola
- Daniel Örlund
- Mikael Dorsin
- Haris Laitinen
- Peter Magnusson
- Alagie Sosseh
- Andreas Haddad
- Nadir Benchenaa
- Håkan Malmström
- Bosse Petersson